# Kovács Sándor (közgazdász)
| Kovács Sándor (Közgazdász                 | Kovács Sándor (Közgazdász                                                                                  |
| Kattints az alábbi külső linkek egyikére! | Kattints az alábbi külső linkek egyikére!                                                                  |
| ----------------------------------------- | --- |
| Nem található szabad kép.(?)              | |
| külső link · jogvédett                    | Kovács Sándor a Budapesti Közgazdaságtudományi Egyetem Főiskolai Karának dékánja. Közgazdász, 1991 12. sz. |

Kovács Sándor (Bátaszék, 1932. január 27. – Budapest, 2006. augusztus 7.) közgazdász, üzemszervező, egyetemi tanár, dékán.

## Életpályája
Tanulmányok: Közgazdaságtudományi Egyetem, okleveles politikai gazdaságtan szakos középiskolai tanár, 1955 – Diplomácia tanfolyam (Magyar Külügyminisztérium, 1956 – Marx Károly Közgazdaságtudományi Egyetem, közgazdaság-tudományi doktor, 1967. A közgazdaság-tudomány kandidátusa (vezetési-szervezési szakterület), MTA, 1994.
1969-től egyik megalapítója és évtizedeken keresztül meghatározó fejlesztője, oktatója a magyar sportmenedzserképzésnek; elemzéseket készített és publikált sportszervezési kérdésekről, tagja volt az OTSH Tudományos Tanácsának. 1986-tól tagja az Egyetem Képzéskorszerűsítési Csúcsbizottságának, javaslatokat dolgozott ki. E bizottság munkájának eredményeként a „Közgáz” képzési struktúrája a változások idejére már nemzetközi standardoknak megfelelően átalakult, ezzel megalapozza a későbbi európai kapcsolati hálóba való bekapcsolódását (CEMS). 
1990-től szervezője, majd alapító tagja és kuratóriumi elnöke volt a svájci–magyar államközi program keretében egy országos vállalkozóképző hálózatot kiépítő Svájci–Magyar Vállalkozásfejlesztési Alapítványnak, és a Neuchateli Egyetemmel kialakított és a Svájci Kutatási Alap által támogatott együttműködés keretében a tananyagfejlesztést is megalapozó tanszékközi kutatási programban is aktív szerepet vállalt. Ez irányú munkájának eredményeit az Université de Neuchatel 1993-ban „Docteur honoris causa” cím odaítélésével ismerte el.
Aktív munkásságának fő jellemzői: Iskolateremtő munkásság, iskolateremtő egyéniség. A kontingencia-elmélet, az adminisztratív függés, az innováció kettős köre, a megegyezéses eredménycélokkal való vezetés, a mintzbergi vezetői szerepek, a társadalmi-gazdasági átmenet vezetési és szervezeti kérdései, valamint a szervezetelméletek terén úttörő jelentőségű elméleti és gyakorlati eredmények. Enciklopédikus olvasottságú művelője volt a szakmájának: két nyelven (angolul és franciául) szinte naprakészen követte a szakirodalmat.

## Munkahelyek
- Magyar Külügyminisztérium, francia előadó, 1955–1956
- Fővárosi Általános Iskola (XXI. kerület Kolozsvári u. 61.), tanár, 1956–1960
- Kertészeti és Szőlészeti Főiskola, adjunktus, 1960–64
- Gépi Adatfeldolgozó Vállalat, munkatárs, 1964–1967
- TAURUS Gumiipari Vállalat, mellékállású tanácsadó, 1974–1981
- Magyar Testnevelési Főiskola, mellékállású docens, 1972–1985
- Marx Károly (majd Budapesti) Közgazdaságtudományi Egyetem, majd BKÁE, majd Budapesti Corvinus Egyetem, egyetemi adjunktus, majd docens, majd egyetemi tanár, majd professor emeritus.
- Az egyetem Főiskolai Karának dékánja, 1989–1992
- a KTI Vállalkozás-menedzser szakközgazdász szakának szakbizottsági elnöke 1980–2001
- a Svájci–Magyar Vállalkozásfejlesztési Alapítvány kuratóriumának elnöke, 1991–2003

## Legfontosabb publikációi
- Kísérlet ipari nagyvállalataink szervezetelemzésére. Közgazdasági Szemle, 1981/ 7–8. szám (Szerzőtársak: Máriás Antal – Balaton Károly – Tari Ernő – Dobák Miklós)
- Az innováció szervezeti feltételei – az innováció kettős köre I–II. Vezetéstudomány 1983/6–7. sz.
- Vezetéstudományi ismeretek Budapest, Tankönyvkiadó (Jegyzet, 9 kiadás)
- Szöveggyűjtemény a szervezetelmélet történetének tanulmányozásához I-II. Budapest, Tankönyvkiadó (Jegyzet, 4 kiadás)
- Előírni vagy leírni? Közgazdasági Szemle, (35. évf.) 1988/11. sz.
- A vállalati stratégia és az emberi erőforrás-menedzsment összefüggései 1–2. Munkaügyi Szemle, (35. évf.) 1991/3–4. sz.
- Vezetés és Szervezés 1–2. Budapest, Aula (az alaptankönyv 5 fejezetének szerzője, 4 kiadás)
- SMVA: La formation á la creation d’entreprise. Une expérience de collaboration suisso-hongroise 1991-1998. Budapest, Svájci–Magyar Vállalkozásfejlesztési Alapítvány (SMVA – Fondation Suisso-Hongroise pour le développemenet de petites et moyennes entreprises in Hongrie). Budapest, 1988 (társszerzők: Haag, Daniel – Rousson, Michel)